# 港駅
港駅（みなとえき）は、岐阜県岐阜市鏡島にあった、名古屋鉄道鏡島線の駅。

## 歴史
1924年（大正13年）に鏡島線が美濃電気軌道の手により開通したのに合わせて初代鏡島駅として当地に開業した。
太平洋戦争下の1944年（昭和19年）には鏡島線の森屋駅から初代鏡島駅までの区間が不要不急線に指定され、休止される。
戦後の1954年（昭和29年）に鏡島線が鏡島駅から延長したのにあわせて開設された。しかし、駅が開業したころは戦前に比べて沿線の交通事情が変化、鉄道から自動車へ交通の需要が移ってしまっていた。結局モータリゼーションの波に逆らえず、路線は1964年（昭和39年）に廃止、駅はたった10年で廃駅となった。
- 1954年（昭和29年）9月10日 - 鏡島駅 - 合渡橋駅（のちの西鏡島駅）間の延伸に際し開業[2]。
- 1964年（昭和39年）10月4日 - 鏡島線の廃止にともない廃駅となる[2]。

## 駅構造
単式1面1線の乗り場を持っていた。

## 廃止後の状況
- 駅の跡地は、河渡橋の開通にともなう岐阜県道92号岐阜巣南大野線の拡張工事のため、用地は道路へ転用された。位置の目安は、岐阜バス北方河渡線、美江寺穂積線「南鏡島3丁目」バス停付近である（2007年9月30日までの名称は「鏡島（バイパス）」バス停）[3][4]。

## 隣の駅
名古屋鉄道
鏡島線
鏡島駅 - 港駅 - 西鏡島駅